# Doris Ilda Allen
Doris "Lucki" Ilda Allen (1927-2024) fue una profesora de educación física de El Paso que se unió al Cuerpo de Ejército de Mujeres (WAC) del Ejército de los Estados Unidos en 1950. Se convirtió en especialista en inteligencia militar y realizó tres períodos de servicio en Vietnam. Por predecir la Ofensiva del Tet y sus otros logros, fue incluida en el Salón de la Fama de la Inteligencia Militar en 2009.

## Biografía
Ella era la menor de cinco hijos de Richard y Stella Allen, quienes trabajaban como barbero y cocinera, respectivamente. Estudió educación física en la Universidad de Tuskegee y, después de graduarse, enseñó en una escuela secundaria en Greenwood, Mississippi, durante un año antes de alistarse.
Audicionó para la banda del WAC tocando la trompeta, pero no fue aceptada. Sirvió en una variedad de especialidades, incluyendo entretenimiento, información y periodismo. Su apodo "Lucki" proviene de su asociación con su hermana mayor, que era conocida como "Jinx" por tener mala suerte, especialmente con su coche. Su hermana, Jewel, también era miembro del WAC y fue su comandante cuando Doris era especialista en radiodifusión en el Campamento Stoneman.
Luego aprendió francés, interrogatorio y otras habilidades de inteligencia, y realizó tres períodos de servicio en la Guerra de Vietnam, comenzando en 1967. Recopiló inteligencia y escribió un informe que predijo correctamente la Ofensiva del Tet antes de su inicio en 1968, pero esta advertencia fue ignorada. Sus advertencias posteriores incluyeron una emboscada, armas químicas y cohetes, y estas fueron más efectivas. En su tercer período, dirigió un equipo de cuarenta traductores vietnamitas en Saigón que analizaban documentos enemigos. Su nombre comenzó a aparecer en los documentos como objetivo del Viet Cong, y decidió que era hora de regresar a casa.
Fue galardonada con tres Estrellas de Bronce por su servicio en Vietnam. De regreso en los Estados Unidos, se convirtió en la primera instructora femenina a tiempo completo en interrogación de prisioneros en el Centro de Inteligencia del Ejército y luego se convirtió en especialista en contrainteligencia. Se retiró del ejército en 1980 y fue incluida en el Salón de la Fama de la Inteligencia Militar en 2009. Fue la segunda mujer negra en recibir este reconocimiento, después de Mary Bowser.
Después de su servicio militar, estudió psicología, obteniendo un doctorado en psicología clínica en el Instituto Wright en 1986. En 2014, escribió sus memorias, "Three Days Past Yesterday: A Black Woman’s Journey Through Incredibility". Falleció en un hospital de Oakland el 11 de junio de 2024 a la edad de 97 años.